# إيران في الألعاب الأولمبية الصيفية 2024
إيران شاركت في دورة الألعاب الأولمبية الصيفية 2024 في باريس من 26 يوليو إلى 11 أغسطس 2024. يذكر ان أول مشاركة لايران كانت في عام 1900. ومنذ عام 1948 شارك الرياضيون الإيرانيون في كل النسخ من الألعاب الأولمبية الصيفية باستثناء موسكو 1980 ولوس أنجلوس 1984 ، وذلك لأسباب سياسية. كانت هذه المشاركة التاسعة عشر للبلاد في الألعاب الأولمبية الصيفية.
خلال الألعاب، تنافس 41 متنافسًا في 14 رياضة لصالح إيران في دورة الألعاب الأولمبية الصيفية 2024. وضمت القائمة الإيرانية عددا من الرياضيين الأولمبيين السابقين والحائزين على الميداليات الأولمبية، بما في ذلك مقاتلة التايكوندو ناهد كياني، التي أصبحت أول امرأة إيرانية تفوز بالميدالية الفضية في الألعاب الأولمبية وبالتالي تجاوزت إنجاز كيميا علي زاده البرونزي في عام 2016، والمصارع الحر حسن يزداني ، الذي فاز بميداليته الأولمبية الثالثة بميدالية فضية. حصلت إيران على 12 ميدالية في هذه الألعاب، منها 3 ذهبية، مما وضع إيران في المركز 21 على جدول الميداليات لهذه الألعاب .
من اصل 37 رياضيًا شاركو في فريق اللاجئين الأولمبي في دورة الألعاب الأولمبية الصيفية 2024 ، كان 14 رياضيًا من ايران. كذلك تنافس بعض الإيرانيين، مثل كيميا علي زاده ، لصالح دول أخرى.

## دعوات لحظر المشاركة
كانت هناك دعوات لمنع إيران من المشاركة في دورة الألعاب الأولمبية الصيفية لعام 2024 بسبب مزاعم انتهاكات حقوق الإنسان في أعقاب إعدام المصارع الإيراني نويد أفكاري وبطل الكاراتيه الوطني محمد مهدي كرامي، والقمع ضد المتظاهرين والرياضيين خلال الاحتجاجات الإيرانية 2022 ، وإعماء احدى عينا رامية السهام كوثر خوشنودي كيا، وانشقاق الحائزة على ميدالية التايكوندو كيميا علي زاده. أرسلت مجموعة من المعارضين الإيرانيين، بما في ذلك الملاكم الفرنسي الإيراني مهيار مونشيبور والحائزة على جائزة نوبل للسلام شيرين عبادي، رسالة إلى اللجنة الأولمبية الدولية تدعو إلى حظر إيران؛ ورأوا أن حظر البلاد للسيدات من ممارسة الرياضات مثل المصارعة والملاكمة والسباحة والإبحار لا يتماشى مع الميثاق الأولمبي . قدمت السيناتور الأمريكية مارشا بلاكبيرن التماسًا إلى رئيس اللجنة الأولمبية الدولية توماس باخ لمنع إيران من المشاركة في دورة الألعاب الأولمبية في باريس. أعربت اللجنة الأولمبية الدولية عن قلقها الشديد إزاء وضع الرياضيين الإيرانيين وحثت اللجنة الأولمبية الإيرانية على اتخاذ الإجراءات المناسبة مع أعلى السلطات لحماية الرياضيين وأعضاء المجتمع الأولمبي من منظور إنساني. وقالت اللجنة الأولمبية الدولية إنها تحتفظ بالحق في اتخاذ أي إجراء مناسب فيما يتعلق بمشاركة اللجنة الأولمبية الوطنية الإيرانية والرياضيين فيما يتعلق بدورة الألعاب الأولمبية الصيفية 2024.

## الحائزون على الميداليات
| ميدالية | الاسم             | الرياضة    | الحدث                       | التاريخ  |
| ------- | ----------------- | ---------- | --------------------------- | -------- |
| ذهبية   | محمد هادي ساروي   | المصارعة   | يونانية–رومانية 97 كج رجال  | 7 اغسطس  |
| ذهبية   | سعيد إسماعيلي     | المصارعة   | يونانية–رومانية 67 كج رجال  | 8 أغسطس  |
| ذهبية   | أريان سليم        | التايكوندو | +80 كج رجال                 | 10 أغسطس |
| فضية    | علي رضا محمدي     | المصارعة   | يونانية–رومانية 87 كج رجال  | 8 أغسطس  |
| فضية    | ناهيد كياني       | التايكوندو | 57 كج سيدات                 | 8 أغسطس  |
| فضية    | حسن يزداني        | المصارعة   | مصارعة حرة 86 كج رجال       | 9 أغسطس  |
| فضية    | مهران برخورداري   | التايكوندو | 80 كج رجال                  | 9 أغسطس  |
| فضية    | أمير حسين زارع    | المصارعة   | مصارعة حرة 125 كج رجال      | 10 أغسطس |
| فضية    | رحمان أموزاد      | المصارعة   | مصارعة حرة 65 كج رجال       | 11 أغسطس |
| برونزية | أمين ميرزازاده    | المصارعة   | يونانية–رومانية 130 كج رجال | 6 أغسطس  |
| برونزية | موبينا نماتزاده   | التايكوندو | 49 كج سيدات                 | 7 أغسطس  |
| برونزية | أمير علي عزيربيرا | المصارعة   | مصارعة حرة 97 كج رجال       | 11 أغسطس |

| الرياضة   | الأول | الثاني | الثالث | إجمالي |
| المصارعة  | 2     | 4      | 2      | 8      |
| التيكوندو | 1     | 2      | 1      | 4      |

| ميداليات حسب التاريخ | ميداليات حسب التاريخ | ميداليات حسب التاريخ | ميداليات حسب التاريخ | ميداليات حسب التاريخ | ميداليات حسب التاريخ |
| -------------------- | -------------------- | -------------------- | -------------------- | -------------------- | -------------------- |
| اليوم                | التاريخ              | الأول                | الثاني               | الثالث               | إجمالي               |
| 11                   | 6 أغسطس              | 0                    | 0                    | 1                    | 1                    |
| 12                   | 7 أغسطس              | 1                    | 0                    | 1                    | 2                    |
| 13                   | 8 أغسطس              | 1                    | 2                    | 0                    | 3                    |
| 14                   | 9 أغسطس              | 0                    | 2                    | 0                    | 2                    |
| 15                   | 10 أغسطس             | 1                    | 1                    | 0                    | 2                    |
| 16                   | 11 أغسطس             | 0                    | 1                    | 1                    | 2                    |
| إجمالي               | إجمالي               | 3                    | 6                    | 3                    | 12                   |

| ميداليات حسب الجنس | ميداليات حسب الجنس | ميداليات حسب الجنس | ميداليات حسب الجنس | ميداليات حسب الجنس |
| ------------------ | ------------------ | ------------------ | ------------------ | ------------------ |
| الجنس              | الأول              | الثاني             | الثالث             | إجمالي             |
| الذكور             | 3                  | 5                  | 2                  | 10                 |
| الإناث             | 0                  | 1                  | 1                  | 2                  |
| مختلطة             | 0                  | 0                  | 0                  | 0                  |
| إجمالي             | 3                  | 6                  | 3                  | 12                 |

## المنافسون
وفيما يلي قائمة بأعداد المتنافسين في الألعاب.
| رياضة         | رجال | سيدات | مجموع |
| ------------- | ---- | ----- | ----- |
| النبالة       | 0    | 1     | 1     |
| ألعاب القوى   | 1    | 1     | 2     |
| ركوب الكنو    | 2    | 0     | 2     |
| ركوب الدراجات | 1    | 0     | 1     |
| المبارزة      | 4    | 0     | 4     |
| الجمباز       | 1    | 0     | 1     |
| التجديف       | 0    | 3     | 3     |
| الرماية       | 1    | 3     | 4     |
| التسلق        | 1    | 0     | 1     |
| السباحة       | 1    | 0     | 1     |
| كرة الطاولة   | 2    | 1     | 3     |
| التايكوندو    | 2    | 2     | 4     |
| رفع الأثقال   | 2    | 0     | 2     |
| المصارعة      | 12   | 0     | 12    |
| المجموع       | 30   | 11    | 41    |

## النبالة
تأهلت رامية إيرانية واحدة إلى منافسات النبالة فئة فردي للسيدات من خلال بطولة التصفيات الفردية النهائية لعام 2024 في أنطاليا، تركيا .
| رياضي         | حدث          | جولة التصنيف | جولة التصنيف | دور الـ64                       | دور الـ32                    | دور الـ16   | ربع النهائي | نصف النهائي | النهائي / م.ب | النهائي / م.ب |
| رياضي         | حدث          | نتيجة        | تصنيف        | الخصم نتيجة                     | الخصم نتيجة                  | الخصم نتيجة | الخصم نتيجة | الخصم نتيجة | الخصم نتيجة   | رتبة          |
| ------------- | ------------ | ------------ | ------------ | ------------------------------- | ---------------------------- | ----------- | ----------- | ----------- | ------------- | ------------- |
| Mobina Fallah | فردي السيدات | 652          | 28           | آنه نجويت (فيتنام) · ربح 6X–510 | إليف جوكير (تركيا) · خسر 0–6 | لم تتأهل    | لم تتأهل    | لم تتأهل    | لم تتأهل      | 17            |

## ألعاب القوى
أرسلت إيران اثنين من العدائين للتنافس في دورة الألعاب الأولمبية الصيفية لعام 2024.
أحداث المضمار والطريق
| رياضي        | حدث        | تصفيات   | تصفيات | نصف النهائي | نصف النهائي | نهائي    | نهائي |
| رياضي        | حدث        | نتيجة    | رتبة   | نتيجة       | رتبة        | نتيجة    | رتبة  |
| ------------ | ---------- | -------- | ------ | ----------- | ----------- | -------- | ----- |
| حسن تفتيان   | 100م رجال  | 10.18 SB | 5      | لم يتأهل    | لم يتأهل    | لم يتأهل | 33    |
| فرزانه فصیحی | 100م سيدات | 11.51    | 7      | لم تتأهل    | لم تتأهل    | لم تتأهل | 51    |

## ركوب الكنو

### سريع
تأهل لاعبو الكانو الإيرانيون بقارب واحد إلى الألعاب من خلال نتيجة الدول المؤهلة الأعلى تصنيفًا في الأحداث التالية، من خلال بطولة آسيا لسباقات الكانو السريعة 2024 في طوكيو باليابان.
| رياضي                | حدث            | تمهيدي  | تمهيدي | ربع نهائي | ربع نهائي | نصف نهائي | نصف نهائي | النهائي  | النهائي |
| رياضي                | حدث            | وقت     | رتبة   | وقت       | رتبة      | وقت       | رتبة      | وقت      | رتبة    |
| -------------------- | -------------- | ------- | ------ | --------- | --------- | --------- | --------- | -------- | ------- |
| Mohammad Nabi Rezaei | 1000م C–1 رجال | 4:10.36 | 4 QF   | 3:52.41   | 4         | لم يتأهل  | لم يتأهل  | لم يتأهل | 18      |
| Ali Aghamirzaei      | 1000م K–1 رجال | 3:36.58 | 6 QF   | 3:33.78   | 3         | لم يتأهل  | لم يتأهل  | لم يتأهل | 18      |

مفتاح التأهل: FA = التأهل إلى النهائي (الميدالية)؛ FB = التأهل إلى النهائي B (بدون ميدالية)؛ SF = التأهل إلى الدور نصف النهائي؛ QF = التأهل إلى ربع النهائي؛

## ركوب الدراجات

### سباق الطريق
شاركت إيران بدراج واحد للمنافسة في سباقات الطريق في الألعاب الأولمبية. وقد حصل الوفد على هذه الحصة من خلال بطولة آسيا 2023 في رايونج ، تايلاند.
| رياضي    | حدث                   | وقت     | فرق    | رتبة |
| -------- | --------------------- | ------- | ------ | ---- |
| علي لبيب | فردي سباق الطريق رجال | 6:46:33 | +26:59 | 76   |

## مبارزة
شاركت إيران بأربعة مبارزين في المنافسة الأولمبية. حصل فريق المبارزة للرجال على مكان في منافسات المبارزة للرجال، بعد ترشيحه كواحد من أعلى الدول تصنيفًا في آسيا وأوقيانوسيا، من خلال إصدار التصنيف الرسمي للاتحاد الدولي للمبارزة لأولمبياد باريس 2024.
| رياضي                                                    | حدث            | دور الـ64                 | دور الـ32                     | دور الـ16                            | ربع النهائي                        | نصف النهائي             | النهائي / م.ب           | النهائي / م.ب |
| رياضي                                                    | حدث            | الخصم نتيجة               | الخصم نتيجة                   | الخصم نتيجة                          | الخصم نتيجة                        | الخصم نتيجة             | الخصم نتيجة             | رتبة          |
| -------------------------------------------------------- | -------------- | ------------------------- | ----------------------------- | ------------------------------------ | ---------------------------------- | ----------------------- | ----------------------- | ------------- |
| علي باكدامان                                             | صابر فردي رجال | تقدم تلقائي               | Yoshida (اليابان) · ربح 15–11 | Sang-uk (كوريا الجنوبية) · خسر 10–15 | لم يتأهل                           | لم يتأهل                | لم يتأهل                | 13            |
| محمد رهبري                                               | صابر فردي رجال | تقدم تلقائي               | Patrice (فرنسا) · خسر 13–15   | لم يتأهل                             | لم يتأهل                           | لم يتأهل                | لم يتأهل                | 28            |
| محمد فتوحي                                               | صابر فردي رجال | Zea (المكسيك) · خسر 13–15 | لم يتأهل                      | لم يتأهل                             | لم يتأهل                           | لم يتأهل                | لم يتأهل                | 33            |
| علي باكدامان محمد رهبري محمد فتوحي فرزاد باهر أراسبران * | صابر فرق رجال  | —                         | —                             | —                                    | الولايات المتحدة (USA) · ربح 45–44 | المجر (HUN) · خسر 43–45 | فرنسا (FRA) · خسر 25–45 | 4             |

## الجمباز

### فني
شاركت إيران بلاعب جمباز واحد في الألعاب. ضمن مهدي الفتى حصته مباشرة للمنافسة في الألعاب الأولمبية من خلال كونه أحد الرياضيين المؤهلين الأعلى تصنيفًا في مسابقة القفز للرجال، من خلال التراكمات النهائية لتصنيفات سلسلة كأس العالم للأجهزة 2024، مما يمثل عودة البلد إلى الجمباز منذ طوكيو 1964 .
الرجال
| رياضي       | حدث             | مؤهل | مؤهل | مؤهل | مؤهل   | مؤهل | مؤهل | مؤهل    | مؤهل | نهائي | نهائي | نهائي | نهائي  | نهائي | نهائي | نهائي   | نهائي |
| رياضي       | حدث             | جهاز | جهاز | جهاز | جهاز   | جهاز | جهاز | المجموع | رتبة | جهاز  | جهاز  | جهاز  | جهاز   | جهاز  | جهاز  | المجموع | رتبة  |
| رياضي       | حدث             | أ    | ح.ح  | ح    | ح.ق    | م    | ع    | المجموع | رتبة | أ     | ح.ح   | ح     | ح.ق    | م     | ع     | المجموع | رتبة  |
| ----------- | --------------- | ---- | ---- | ---- | ------ | ---- | ---- | ------- | ---- | ----- | ----- | ----- | ------ | ----- | ----- | ------- | ----- |
| مهدي ألفاتي | حصان القفز رجال | —    | —    | —    | 14.583 | —    | —    | —       | 8 ت  | —     | —     | —     | 14.266 | —     | —     | —       | 7     |

## التجديف
تأهل المجدفون الإيرانيون للأحداث التالية، من خلال سباق التصفيات الآسيوية وأوقيانوسيا لعام 2024 في تشونغجو ، كوريا الجنوبية.
| رياضي                   | حدث                          | تصفيات  | تصفيات | جولة الإعادة | جولة الإعادة | ربع النهائي | ربع النهائي | نصف النهائي | نصف النهائي | النهائي | النهائي |
| رياضي                   | حدث                          | وقت     | رتبة   | وقت          | رتبة         | وقت         | رتبة        | وقت         | رتبة        | وقت     | رتبة    |
| ----------------------- | ---------------------------- | ------- | ------ | ------------ | ------------ | ----------- | ----------- | ----------- | ----------- | ------- | ------- |
| فاطمة مجلال             | مجذاف فردي سيدات             | 8:01.30 | 4 إ    | 7:56.48      | 1 ر.ب        | 8:00.37     | 6 ن.ج/د     | 8:06.23     | 6 ن.د       | 7:46.08 | 21      |
| ماهسا جعفر زینب نوروزي ‏ | المجذاف المزدوج الخفيف سيدات | 7:35.97 | 4 إ    | 7:35.56      | 4 ن.ج        | —           | —           | لم تتأهلا   | لم تتأهلا   | 7:14.32 | 16      |

مفتاح التأهل: ن.أ = نهائي أ (ميدالية)؛ ن.ب = نهائي ب (بدون ميدالية)؛ ن.ج = نهائي ج (بدون ميدالية)؛ ن.د = نهائي د (بدون ميدالية)؛ ن.ھ = نهائي ھ (بدون ميدالية)؛ ن.و = نهائي و (بدون ميدالية)؛ ن.أ/ب = نصف نهائي أ/ب؛ ن.ج/د = نصف نهائي ج/د؛ ن.ھ/و = نصف نهائي ھ/و؛ ر.ب = ربع النهائي؛ إ = الإعادة

## الرماية
حقق الرماة الإيرانيون أماكن حصصهم في الأحداث التالية بناءً على نتائجهم في بطولة العالم للاتحاد الدولي للرماية في عامي 2022 و2023، وبطولة آسيا في عامي 2023 و2024، وبطولة التصفيات الأولمبية العالمية للاتحاد الدولي للرماية في عام 2024.
| رياضي               | حدث              | تصفيات | تصفيات | نهائي    | نهائي    |
| رياضي               | حدث              | نقاط   | رتبة   | نقاط     | رتبة     |
| ------------------- | ---------------- | ------ | ------ | -------- | -------- |
| محمد بيرانوند       | حفرة رجال        | 117    | 24     | لم يتأهل | لم يتأهل |
| شرمينه جهيل أميراني | بندقية 10م سيدات | 630.0  | 11     | لم تتأهل | لم تتأهل |
| فاطمة أميني         | بندقية 10م سيدات | 626.2  | 26     | لم تتأهل | لم تتأهل |
| هانية رستميان       | مسدس 10م سيدات   | 571    | 22     | لم تتأهل | لم تتأهل |
| هانية رستميان       | مسدس 25م سيدات   | 588    | 3 ت    | 19       | 6        |

## تسلق رياضي
تأهل متسلق واحد من إيران إلى أولمبياد باريس 2024. تأهل رضا عليبور مباشرة لسباقات السرعة للرجال، من خلال تصنيف سلسلة التصفيات الأولمبية لعام 2024؛  مما يمثل أول مشاركة للبلاد في هذه الرياضات.
سرعة
| رياضي      | حدث       | تصفيات | تصفيات | دور الـ16                            | ربع النهائي                      | نصف النهائي                             | النهائي / م.ب                          | النهائي / م.ب |
| رياضي      | حدث       | وقت    | رتبة   | الخصم وقت                            | الخصم وقت                        | الخصم وقت                               | الخصم وقت                              | رتبة          |
| ---------- | --------- | ------ | ------ | ------------------------------------ | -------------------------------- | --------------------------------------- | -------------------------------------- | ------------- |
| رضا عليبور | سريع رجال | 5.06   | 6      | ديفيد (نيوزيلندا) · خسر 5.26 ت –5.20 | أمير (كازاخستان) · ربح 5.57–6.14 | فيدريك (إندونيسيا) · خسر 4.84 ر.ش –4.78 | سام (الولايات المتحدة) · خسر 4.88–4.74 | 4             |

## سباحة
حصلت إيران على دعوة عالمية من الاتحاد الدولي للسباحة لإرسال سباح إلى دورة الألعاب الأولمبية الصيفية 2024 .
| رياضي         | حدث           | تصفيات | تصفيات | نصف النهائي | نصف النهائي | نهائي    | نهائي    |
| رياضي         | حدث           | وقت    | رتبة   | وقت         | رتبة        | وقت      | رتبة     |
| ------------- | ------------- | ------ | ------ | ----------- | ----------- | -------- | -------- |
| ساميار عبدولي | 100م حرة رجال | 50.63  | 48     | لم يتأهل    | لم يتأهل    | لم يتأهل | لم يتأهل |

## كرة الطاولة
إيران شاركت بثلاثة لاعبين من كرة الطاولة في أولمبياد باريس 2024 تأهل كل من نيما علميان وندى شاهسواري للألعاب، بعد انتصارهما بالميداليات الذهبية، على التوالي في حدث فردي الرجال والسيدات، في بطولة تصفيات آسيا الوسطى 2024 في طشقند، أوزبكستان؛  وفي الوقت نفسه، تأهل نوشاد علميان للألعاب من خلال التصنيف العالمي النهائي.
| رياضي        | حدث          | الجولة الأولى                           | الجولة الثانية               | الجولة الثالثة | دور الـ16   | ربع النهائي | نصف النهائي | النهائي / م.ب | النهائي / م.ب |
| رياضي        | حدث          | الخصم نتيجة                             | الخصم نتيجة                  | الخصم نتيجة    | الخصم نتيجة | الخصم نتيجة | الخصم نتيجة | الخصم نتيجة   | رتبة          |
| ------------ | ------------ | --------------------------------------- | ---------------------------- | -------------- | ----------- | ----------- | ----------- | ------------- | ------------- |
| نوشاد علميان | فردي الرجال  | أوموتايو (نيجيريا) · فوز 4-1            | هاريموتو (اليابان) · خسر 2–4 | لم يتأهل       | لم يتأهل    | لم يتأهل    | لم يتأهل    | لم يتأهل      | 17            |
| نيما علميان  | فردي الرجال  | كاو تشنغ جوي (تايبيه الصينية) · خسر 1-4 | لم يتأهل                     | لم يتأهل       | لم يتأهل    | لم يتأهل    | لم يتأهل    | لم يتأهل      | 33            |
| ندى شاهسواري | فردي السيدات | بريثيكا بافادي (فرنسا) · خسر 1-4        | لم تتأهل                     | لم تتأهل       | لم تتأهل    | لم تتأهل    | لم تتأهل    | لم تتأهل      | 33            |

## التايكوندو
تأهل لإيران أربعة رياضيين للمنافسة في الألعاب. تأهلت ناهد كياني إلى باريس 2024 بفضل احتلالها أحد المراكز الخمسة الأولى في التصنيف الأولمبي في قسمها، في حين تأهلت مهران باركورداري للألعاب بفضل احتلالها المركز الأول في تصنيفات سلسلة جراند سلام. وفي وقت لاحق، ضمنت موبينا نعمت زاده وآريان سليمي مكانين في قسمهما الخاص، بفضل فوزهما في الدور نصف النهائي، في بطولة التصفيات الآسيوية المؤهلة للألعاب الأولمبية 2024 في تايآن، الصين.
| رياضي            | الحدث      | دور الـ 16                                      | ربع النهائي                               | قبل النهائي                             | جولة الإعادة  | النهائي / م.ب                                 | النهائي / م.ب |
| رياضي            | الحدث      | الخصم النتيجة                                   | الخصم النتيجة                             | الخصم النتيجة                           | الخصم النتيجة | الخصم النتيجة                                 | الرتبة        |
| ---------------- | ---------- | ----------------------------------------------- | ----------------------------------------- | --------------------------------------- | ------------- | --------------------------------------------- | ------------- |
| مهران بارخورداري | 80كج رجال  | جايسونوف (أوزبكستان) · ف 0–0 خ.ج, 12–0, 6–6 ر.ج | أليسيو (إيطاليا) · ف 1–6, 2–1, 10–9       | سو (كوريا الجنوبية) · ف 2–4, 13–9, 12–8 | تقدم تلقائي   | فراس القطوسي (تونس) · خ 2–4, 1–5              | الثاني        |
| أريان سليمي      | +80كج رجال | رافالوفيتش (أوزبكستان) · ف 8–2, 5–1             | سانسوريس (المكسيك) · ف 2–2 خ.ج, 6–4, 12–0 | سابينا (كرواتيا) · ف 5–12, 9–8, 9–6     | تقدم تلقائي   | كانينغهام (بريطانيا العظمى) · ف 3–6, 9–1, 6–3 | الأول         |
| موبينا نعمة زاده | 49كج سيدات | تاو (ليسوتو) · ف 3–0, 2–0                       | سيريزو (إسبانيا) · ف 2–0, 7–2             | غو (الصين) · خ 1–4, 4–6                 | تقدم تلقائي   | دنيا (السعودية) · ف 3–0, 4–2                  | الثالث        |
| ناهد كياني       | 57كج سيدات | كيميا (بلغاريا) · ف 7–10, 6–5, 7–7 WSU          | شيماء (تونس) · ف 5–2, 0–3, 3–2            | ليتيسيا (لبنان) · ف 10–3, 9–0           | تقدم تلقائي   | كيم (كوريا الجنوبية) · خ 1–5, 0–9             | الثاني        |

## رفع الأثقال
شاركت إيران باثنين من رافعي الأثقال في المنافسة الأولمبية. حصل مير مصطفى جوادي (وزن 89 كجم رجال) وعلي داوودي (وزن +102 كجم رجال) على أحد المراكز العشرة الأولى، في قسم وزنهما على التوالي بناءً على تصنيفات التأهل الأوليمبي للاتحاد الدولي لرفع الأثقال.
| رياضي           | حدث         | خطف   | خطف  | نتر   | نتر  | المجموع | رتبة |
| رياضي           | حدث         | نتيجة | رتبة | نتيجة | رتبة | المجموع | رتبة |
| --------------- | ----------- | ----- | ---- | ----- | ---- | ------- | ---- |
| مير مصطفى جوادي | 89كج رجال   | 168   | 6    | 204   | 5    | 372     | 5    |
| علي داودي       | +102كج رجال | 205   | 4    | 242   | 4    | 447     | 4    |

## مصارعة
تأهل من إيران إلى المنافسة الأولمبية اثني عشر مصارعًا في الفئات التالية. تأهل سبعة منهم بفضل نتائجهم ضمن المراكز الخمسة الأولى في بطولة العالم 2023 في بلغراد ، صربيا؛  وفي الوقت نفسه، تأهل أربعة منهم بعد فوزهم في الدور نصف النهائي في بطولة التصفيات الآسيوية الأولمبية 2024 في بيشكيك، قيرغيزستان.
مفتاح:
- VT (نقاط التصنيف: 5–0 أو 0–5) – النصر بالاسقاط.
- VB (نقاط التصنيف: 5–0 أو 0–5) – الفوز بسبب الإصابة (VF للانسحاب، VA للانسحاب أو الاستبعاد)
- PP (نقاط التصنيف: 3–1 أو 1–3) – القرار بالنقاط – الخاسر بالنقاط الفنية.
- PO (نقاط التصنيف: 3–0 أو 0–3) – القرار بالنقاط – الخاسر بدون نقاط فنية.
- ST (نقاط التصنيف: 4–0 أو 0–4) – تفوق كبير – الخاسر بدون نقاط فنية وبهامش فوز لا يقل عن 8 (يوناني روماني) أو 10 (حرة) نقاط.
- SP (نقاط التصنيف: 4–1 أو 1–4) – التفوق الفني - الخاسر الذي لديه نقاط فنية وهامش فوز لا يقل عن 8 (اليونانية الرومانية) أو 10 (السباحة الحرة).

حرة
| رياضي             | حدث        | تصفيات                      | دور ال16                              | ربع النهائي                      | نصف النهائي                 | جولة الإعادة                 | النهائي / م.ب                       | النهائي / م.ب |
| رياضي             | حدث        | الخصم نتيجة                 | الخصم نتيجة                           | الخصم نتيجة                      | الخصم نتيجة                 | الخصم نتيجة                  | الخصم نتيجة                         | ترتيب         |
| ----------------- | ---------- | --------------------------- | ------------------------------------- | -------------------------------- | --------------------------- | ---------------------------- | ----------------------------------- | ------------- |
| علي رضا سرلك      | 57كج رجال  | —                           | هيغوتشي (اليابان) · خ 0–5VF           | لم يتأهل                         | لم يتأهل                    | كروز (بورتوريكو) · خ 0–5VA   | لم يتأهل                            | خ.ت           |
| رحمن أموزاد       | 65كج رجال  | —                           | ريثرفورد (الولايات المتحدة) · ف 3–0PO | دوداييف (ألبانيا) · ف 4–0ST      | موسوكاييف (المجر) · ف 4–0ST | تقدم تلقائي                  | كيوكا (اليابان) · خ 1–3PP           | الثاني        |
| يونس إمامي        | 74كج رجال  | تشاميزو (إيطاليا) · ف 3–1PP | ندوم (غينيا بيساو) · ف 4–0ST          | ديك (الولايات المتحدة) · خ 0–5VT | لم يتأهل                    | لم يتأهل                     | لم يتأهل                            | 7             |
| حسن يزداني        | 86كج رجال  | —                           | لورانس (أستراليا) · ف 4–0ST           | كوروغليف (اليونان) · ف 3–1PP     | أمين (سان مارينو) · ف 3–1PP | تقدم تلقائي                  | رمضانوف (بلغاريا) · خ 1–3PP         | الثاني        |
| أمير علي أزاربيرا | 97كج رجال  | —                           | أحمد ‏ (البحرين) · خ 1–3PP             | لم يتأهل                         | لم يتأهل                    | يرجالي (كازاخستان) · ف 3–1PP | سنايدر (الولايات المتحدة) · ف 3–1PP | الثالث        |
| أمير حسين زارع    | 125كج رجال | —                           | لازاريف (قيرغيزستان) · ف 3–0PO        | ديسي (كندا) · ف 4–0ST            | أكغول (تركيا) · ف 3–1PP     | تقدم تلقائي                  | بيترياشفيلي (جورجيا) · خ 1–3PP      | الثاني        |

اليونانية الرومانية
| رياضي             | حدث        | دور ال16                         | ربع النهائي                       | نصف النهائي                   | جولة الإعادة                  | النهائي/ م.ب                       | النهائي/ م.ب |
| رياضي             | حدث        | الخصم نتيجة                      | الخصم نتيجة                       | الخصم نتيجة                   | الخصم نتيجة                   | الخصم نتيجة                        | ترتيب        |
| ----------------- | ---------- | -------------------------------- | --------------------------------- | ----------------------------- | ----------------------------- | ---------------------------------- | ------------ |
| مهدي محسن نجاد    | 60كج رجال  | فرقاط (الجزائر) · ف 4–0ST        | فوميتا ‏ (اليابان) · خ 0–4ST       | لم يتأهل                      | كيفن (كوبا) · ف 4–1SP         | شارشينبيكوف (قيرغيزستان) · خ 1–3PP | 5            |
| سعيد إسماعيلي     | 67كج رجال  | غايو (الجزائر) · ف 4–0ST         | أورتا (كوبا) · ف 4–0ST            | جالستيان (أرمينيا) · ف 3–1PP  | تقدم تلقائي                   | نسيبوف (أوكرانيا) · ف 3–1PP        | الأول        |
| أمين كافياني نجاد | 77كج رجال  | بينيا (كوبا) · ف 3–1PP           | أمويان (أرمينيا) · خ 0–3PO        | لم يتأهل                      | لم يتأهل                      | لم يتأهل                           | 8            |
| علي رضا محمدي     | 87كج رجال  | مونيوث (كولومبيا) · ف 4–0ST      | كولينيتش (بولندا) · ف 4–1SP       | بيلينيوك (أوكرانيا) · ف 3–1PP | تقدم تلقائي                   | نوفيكوف (بلغاريا) · خ 0–3PO        | الثاني       |
| محمد هادي ساروي   | 97كج رجال  | راو (الولايات المتحدة) · ف 4–1SP | جوزووبيكوف (قيرغيزستان) · ف 4–0ST | جبر (مصر) · ف 3–0PO           | تقدم تلقائي                   | آليكسانيان (أرمينيا) · ف 3–1PP     | الأول        |
| أمين ميرزازاده    | 130كج رجال | كون (الولايات المتحدة) · ف 3–1PP | لوبيز (كوبا) · خ 1–3PP            | لم يتأهل                      | لي (كوريا الجنوبية) · ف 4–0ST | شريعتي (أذربيجان) · ف 3–0PO        | الثالث       |

## الإيرانيون الآخرون
14 من أصل 37 رياضيًا في فريق اللاجئين الأولمبي في دورة الألعاب الأولمبية الصيفية 2024 هم إيرانيين.
وعلى نحو مماثل، تنافس بعض الإيرانيين لصالح لجان أولمبية وطنية أخرى؛ بعضهم ولدوا في إيران ومثلوا إيران في الماضي، في حين كان بعضهم من أصل إيراني . ومن الجدير بالذكر أن كيميا علي زاده واجهت ناهد كياني ، حيث فازت الأولى في النهاية بالميدالية البرونزية والثانية بالميدالية الفضية.
| المركز            | الاسم              | الـوفد                  |
| ----------------- | ------------------ | ----------------------- |
| برونزية           | تارا بابولفاث      | السويد                  |
| برونزية           | كيميا علي زاده     | بلغاريا                 |
| برونزية           | سارة دورسون-خاج    | ألمانيا                 |
| الخامس            | ميلاد كاريمي ‏      | كازاخستان               |
| الخامس            | صباح شرياتي ‏       | أذربيجان                |
| التاسع            | تينا رحيمي ‏        | أستراليا                |
| 28                | دارة علي زاده ‏     | برمودا                  |
| 33                | هادي حبيب          | لبنان                   |
| الثالث والعشرون   | مريم شيخازاده ‏     | أذربيجان                |
|                   | دورسا يافريفا ‏     | فريق اللاجئين الأولمبي ‏ |
|                   | أوميد أحمدي صفا ‏   | فريق اللاجئين الأولمبي ‏ |
| الثالث والثلاثون  | أمير ريزنياد ‏      | فريق اللاجئين الأولمبي ‏ |
| الثالث والعشرون   | سعيد فازولا ‏       | فريق اللاجئين الأولمبي ‏ |
| الثامنة والثمانين | سامان سولتاني ‏     | فريق اللاجئين الأولمبي ‏ |
| السابع عشر        | محمد رشنيازاد ‏     | فريق اللاجئين الأولمبي ‏ |
| السابع عشر        | محبوبه باربي ظرفي ‏ | فريق اللاجئين الأولمبي ‏ |
|                   | (ماتين بالسيني) ‏   | فريق اللاجئين الأولمبي ‏ |
|                   | هادي تيران         | فريق اللاجئين الأولمبي ‏ |
|                   | كاسرا مهديبورنياد ‏ | فريق اللاجئين الأولمبي ‏ |
|                   | دينا بوريونز ‏      | فريق اللاجئين الأولمبي ‏ |
| التاسع            | يكتة جامالي ‏       | فريق اللاجئين الأولمبي ‏ |
|                   | إيمان مهدافي ‏      | فريق اللاجئين الأولمبي ‏ |
| السابع عشر        | جمال واليزاده ‏     | فريق اللاجئين الأولمبي ‏ |